# Данієль Адам із Велеславіна
Даніє́ль Ада́м із Велесла́віна (*31 серпня 1546, Прага — †18 жовтня 1599, там само) — чеський лексикограф, видавець, письменник, організатор літературної активності і гуманіст.
Своєю творчістю сильно вплинув на подальший розвиток чеської літератури, завдяки чому період, в який творив названо велеславинським. Закінчив Празький університет, у якому згодом викладав. Був таємним прибічником Общини чеських братів. Загалом його діяльність полягала не так у написанні творів, як у їх виданні чи перекладах. Адам із Велеславіна також дуже посприяв розвиткові і популяризації чеської мови. Отримав дворянський титул.

## Праці
- Історичний календар (Kalendář historický)
- Дві хроніки про заснування Чеської землі (Kroniky dvě o založení České země)
- Mathiolliho herbář
- Silva quadrilinguis — 1598, Багатство чотирьох мов. У книзі були словники чеської, грецької, латинської і німецької мов.